# Helena Christensen
Helena Christensen (Copenhague, 25 de dezembro de 1968) é uma supermodelo dinamarquesa. É uma das principais modelos da década de 1990, tendo se tornado muito popular quando estrelou o videoclipe do cantor Chris Isaak, Wicked Game.

## Vida de miss
Antes de se tornar conhecida mundialmente com o clipe de Wicked Game, Helena representou seu país no Miss Universo 1986, realizado na Cidade do Panamá. Christensen passou desapercebida pelos jurados e pela mídia no concurso que foi vencido pela venezuelana Bárbara Palacios Teyde, mas 4 anos mais tarde, Christensen se tornaria a primeira participante do Miss Universo a se tornar uma supermodelo.

## A fama na MTV
Quatro anos após sua fracassada incursão no mundo das misses, Helena gravou o clipe do sucesso radiofônico "Wicked Game", de Chris Isaak, que chegou ao topo das paradas americana e européia. O clipe, todo rodado em preto e branco numa praia, foi um dos mais inovadores da história da MTV chegando a ser exibido a exaustão por todas as versões internacionais do canal.

## Vida pessoal
Ela é filha de pai dinamarquês e mãe peruana.
Após o sucesso no videoclipe Wicked Game, entrou no mundo das celebridades e ao longo da sua vida namorou com algumas delas, entre eles o líder da banda INXS, Michael Hutchence, com quem viveu durante cinco anos no início da década de 1990, entre França e Dinamarca. O ator ítalo-americano Leonardo DiCaprio e o músico Billy Corgan. Sabe-se que Helena era conhecida de Heath Ledger e que estava indo para a casa do ator no dia em que ele faleceu.
A partir do nascimento do seu primeiro filho Mingus Reedus com Norman Reedus, em outubro de 1999, passou  a dedicar-se mais à publicidade, acabando por renunciar mais tarde às passarelas.